# مجلة الشروق
مجلة أسبوعية سياسية تصدر عن دار الخليج للصحافة والطباعة والنشر منذ عام 1970 في 80 صفحة، وتعنى بالشؤون السياسية والاقتصادية وغيرها.

## النشأة والتطور
صدرت مجلة «الشروق» في عام 1970 (وكانت شهرية) لنشر الوعي الوطني والوحدوي ومقاومة الاستعمار والرد على أكاذيب شاه إيران فيما يتعلق بزعم ملكية إيران للجزر الإماراتية الثلاث: أبو موسى، طنب الكبرى وطنب الصغرى. وقد كان إصدار مجلة الشروق وشقيقتها جريدة الخليج محاولة جريئة تتكئ على وعي عميق بضرورة نشر الحقيقة للمواطن على أساس أن هذا هو أبسط حقوق المواطنة، كما ارتكزت هذه المحاولة على وعي بالتحولات السياسية الهائلة في منطقة الخليج العربي في نهاية عقد الستينات من القرن الماضي وبداية السبعينات.
ويستطيع أي باحث عبر قراءة عاجلة في الإصدار الأول لمجلة «الشروق» أن يلمس بسهولة ذلك الحس الوطني والعروبي في المعالجة الصحافية، ففي العدد الأول على سبيل المثال نجد اهتماماً واضحاً بالأخبار العربية والتعليقات على الأحداث العربية حيث كتب عبد الله عمران تريم "نعم لعروبة البحرين" بينما كتب تريم عمران تريم تحت عنوان "أقول لكم" إلى روح الشهيد مازن أبو غزالة". وفي العدد الثاني تناول تريم قضيته الأولى الأساسية وهي اتحاد الإمارات تحت عنوان "وجهة نظر" حيث أشار في ذلك الوقت المبكر من مسيرته الصحافية والسياسية إلى أن:" في الاتحاد قوتنا وقدرتنا على البناء المشترك والمشاركة الفعالة في الأسرة العربية والدولية".
وقد دعا تريم في مقال بالغ الدلالة في مايو من العام 1971، أي قبل شهور فقط من إعلان دولة الاتحاد في الإمارات إلى ما سماه وقتها "النادي الخليجي المتكافئ" حيث كتب:" وبرغم كل شيء، فإننا نؤمن أن الوحدة الكبرى، هي المصير وهي الملتقى، لا على المستوى الخليجي فقط، ولكن على مستوى الأمة العربية العظيمة التي تمزقت. ولذلك، فإننا نكون منطقيين مع أنفسنا، ومع الواقع الموجود، إذا عملنا لاتحاد آخر يلائم الأوضاع الجديدة. وهنا، يبدو الاتحاد السباعي، هو الضرورة الحتمية، والخطوة الواجب اتخاذها بلا إبطاء.

## التوقف وإعادة الصدور
توقفت مجلة الشروق عن الصدور في فبراير 1970 بسبب الكلفة الاقتصادية العالية لإصدارها هي وجريدة الخليج معاً حيث كانت تطبعان في الكويت وتنقلان بالطائرة إلى إمارة الشارقة، وبسبب إصرار تريم عمران وشقيقه على ضرورة الاستقلال التام بمشروعهما الصحافي عن شبهات التمويل غير المعروف، كان من الصعب الاستمرار في ظل الضغوط السياسية العنيفة فجاء توقف «الخليج» و«الشروق» بعد نيف وعام من المغامرة وإعلان الصوت الخليجي الواعي إلى الوحدة.
وقد عاودت المجلة الصدور في 9 أبريل 1992.

## وصلات داخلية
- صفحة دار الخليج للصحافة والطباعة والنشر
- صفحة جريدة الخليج
- صفحة مجلة كل الأسرة
- صفحة تريم عمران تريم
- صفحة عبد الله عمران تريم